# بينوكيو (مسلسل كوري)
بينوكيو هو مسلسل كوري جنوبي 2014-2015 بطولة لي جونغ سوك و بارك شن هي. عرض على نظام بث سول من 12 نوفمبر عام 2014، إلى 15 يناير عام 2015، و يتكون من 20 حلقة. فكرته ان هناك مجموعة من الناس لايستطيعون الكذب وعندما يكذبون يصابون بالفواق فينكشفو ويتم تسمية هؤلاء الأشخاص بينوكو والبطلة في القصة مصابة بهذه المتلازمة.

## القصة
في عام 2000، يعيش كي ها-ميونغ «البطل» حياة سعيدة مع والديه وأخيه الأكبر جاي-ميونغ، حتى مات والده كي هو-سانغ، كابتن فريق إطفاء حرائق، في حادثة انفجار مصنع عندما كان يحاول جنبا إلى جنب مع أعضاء فريقه الدخول إلى المبنى المحترق بعد أن تم إخبارهم أن هناك أشخاص لازالوا بالداخل من قبل مون دوك سو فانفجر بهم المصنع جميعا وتم العثور على جثث الطاقم إلا جثة الرئيس هو-سانغ فأثارت الصحفيه سونغ-تشا-أوك من محطة الMSCالإعلام على أن رئيس الطاقم نجا وهرب تاركا وراءه أعضاء طاقمه يواجهون الموت وهو مختبئ حتى لايتحمل المسؤولية .تسبب الأمر بجعل عائلة كي -سونغ منبوذة في الحي ومثارا للسخرية الوطنية. قتلت زوجة كي هو-سانغ نفسها وطفلها الأصغر بالقفز من جرف، ولام جاي-ميونغ الإعلام على تدمر عائلته، خاصة شا-أوك.
لكن يتم انقاذ ها-ميونغ من الماء بواسطة رجل مسن لطيف يعيش في جزيرة هيانغري. ويتمسك العجوز ب ها-ميونغ ويعطيه اسم تشوي -دال -بو اسم ابنه المتوفي وقد كان مصاب حينها بصدمة نفسية فيعامل ها-ميوونغ كأنه ابنه الأكبر دال-بو البالغ من العمر 30 عاما عند وفاته بعد أن يكبر ها-ميونغ يصبح مراسلا مع إن - ها ويبدأون بالتحقيق في قضية حادثة والده قبل 13 سنة ويكتشفون روابط للأحداث .

## الإنتاج
تمت القراءة الأولى للسيناريو في أكتوبر 2014 في مركز إنتاج SBS في إيلسان ، كوريا الجنوبية
جمع المسلسل الممثل لي جونغ سوك و الممثلة كيم هاي سوك مع كاتب السيناريو بارك هي ريون والمخرج التلفزيوني جو سو-وون.

## روابط خارجية
بينوكيو على موقع IMDb (الإنجليزية)
- بينوكيو على موقع روتن توميتوز (الإنجليزية)
- بينوكيو على موقع نتفليكس (الإنجليزية)
- بينوكيو على موقع كينوبويسك (الروسية)
- بينوكيو على موقع ألو سيني (الفرنسية)
- بينوكيو على موقع قاعدة بيانات الفيلم (الإنجليزية)